# Bortala

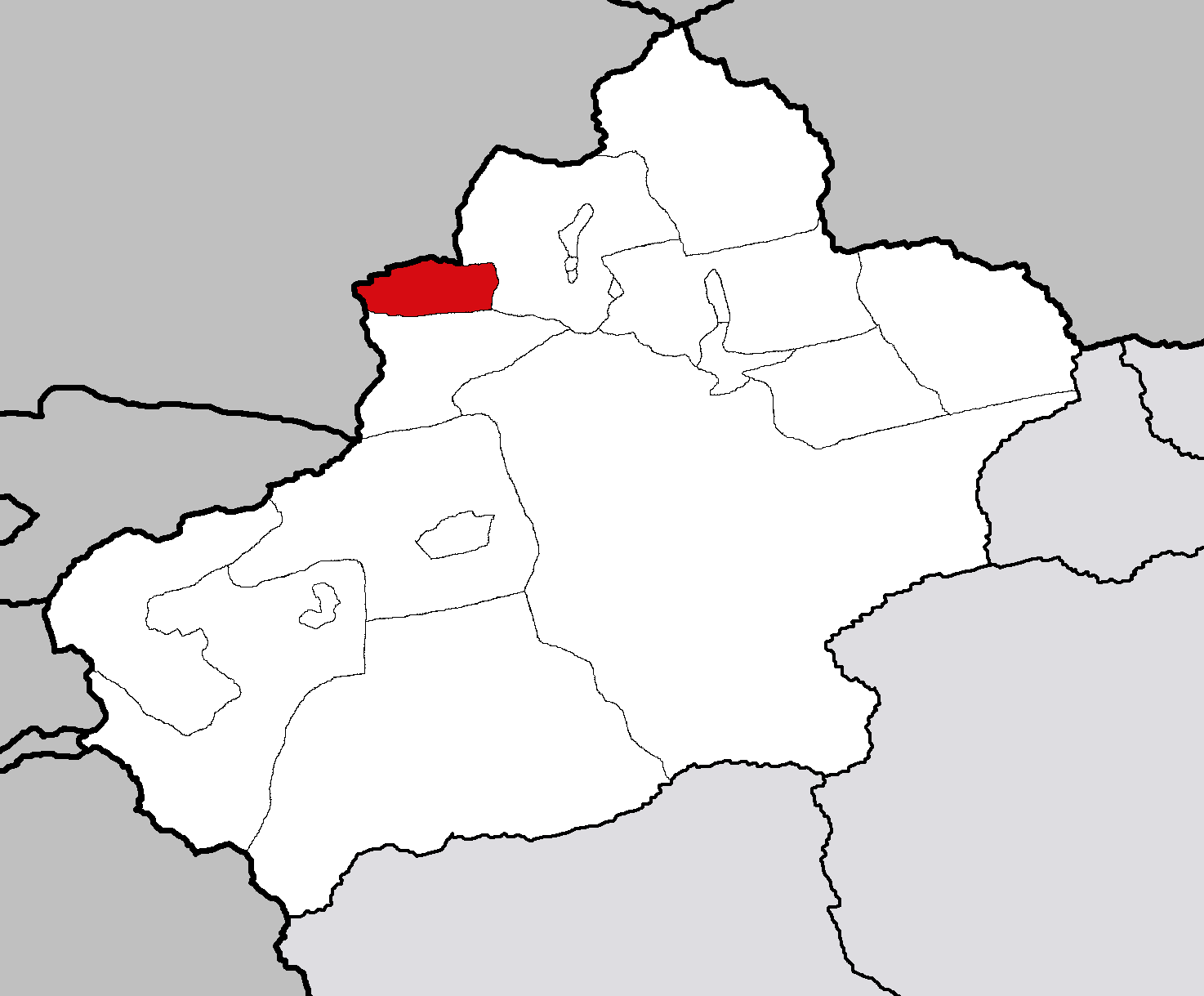
Vị trí Börtala ở Tân Cương

Châu tự trị Mông Cổ Bác Nhĩ Tháp Lạp (chữ Hán giản thể: 博尔塔拉蒙古自治州, chữ Hán phồn thể: 博爾塔拉蒙古自治州, bính âm: Bó'ěrtǎlā Měnggǔ Zìzhìzhōu, tiếng Mông Cổ dạng chữ Cyril: Борталын Монгол өөртөө засах тойрог, tiếng Uyghur: بۆرتالا موڭغۇل ئاپتونوم ئوبلاستى, đã Latinh hoá: Börtala Mongghul Aptonom Oblasti, n.đ. 'Bɵrtala Mongƣul Aptonom Oblasti') là một châu tự trị thuộc Khu tự trị dân tộc Uyghur, Cộng hòa Nhân dân Trung Hoa. Châu tự trị này có diện tích 27.000 km², dân số người 424.300, trong đó có 67% là người Hán.

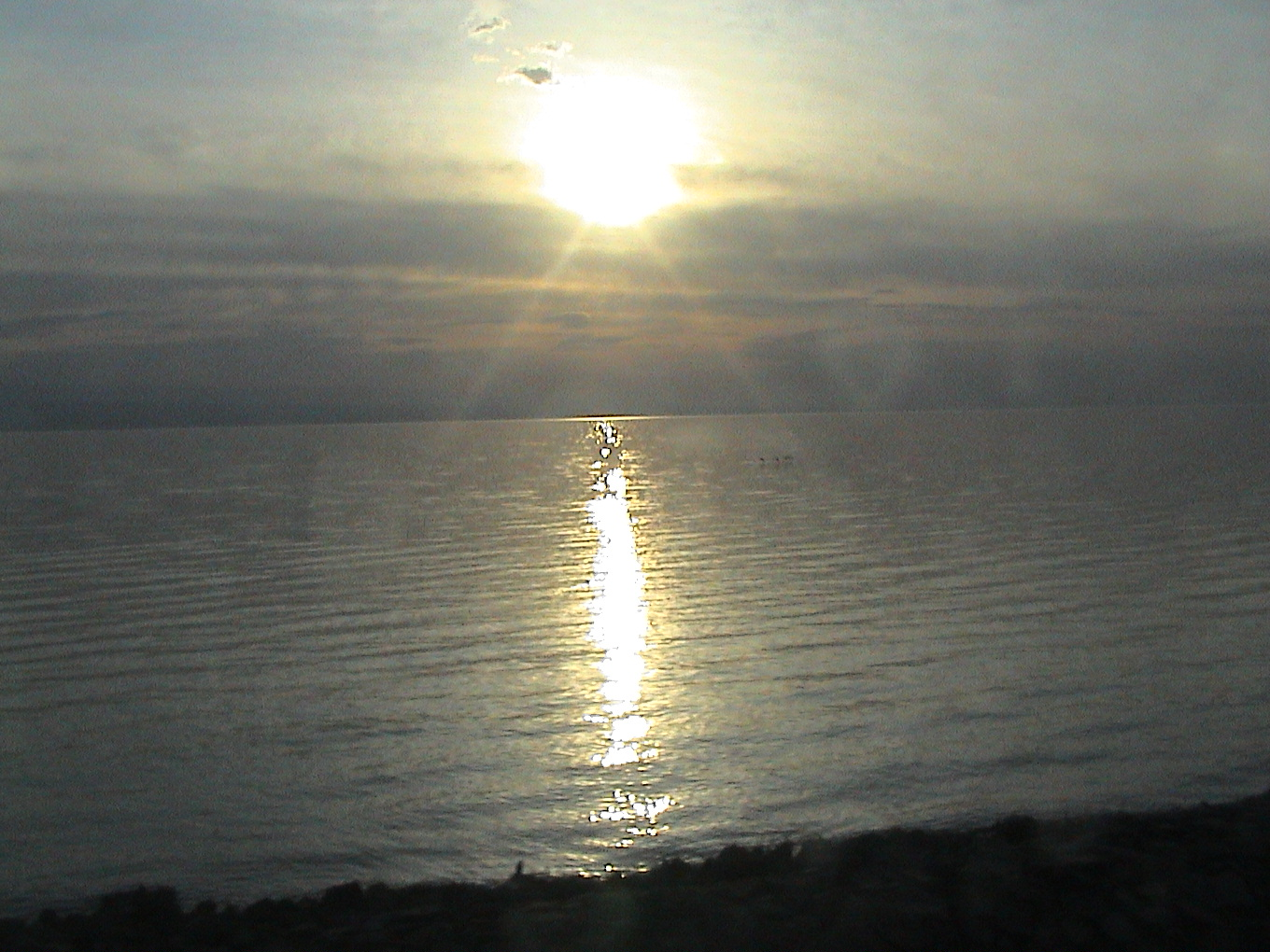
Hoàng hôn trên hồ Ngải Bỉ (艾比湖) ở Bác Nhĩ Tháp Lạp

## Các đơn vị hành chính
Châu tự trị này gồm các đơn vị cấp huyện sau:
- Thành phố cấp huyện Bác Lạc (博乐市)
- Thành phố cấp huyện A Lạp Sơn Khẩu(阿拉山口市)
- Huyện Tinh Hà (精河县)
- Huyện Ôn Tuyền (温泉县)